# Ligurer

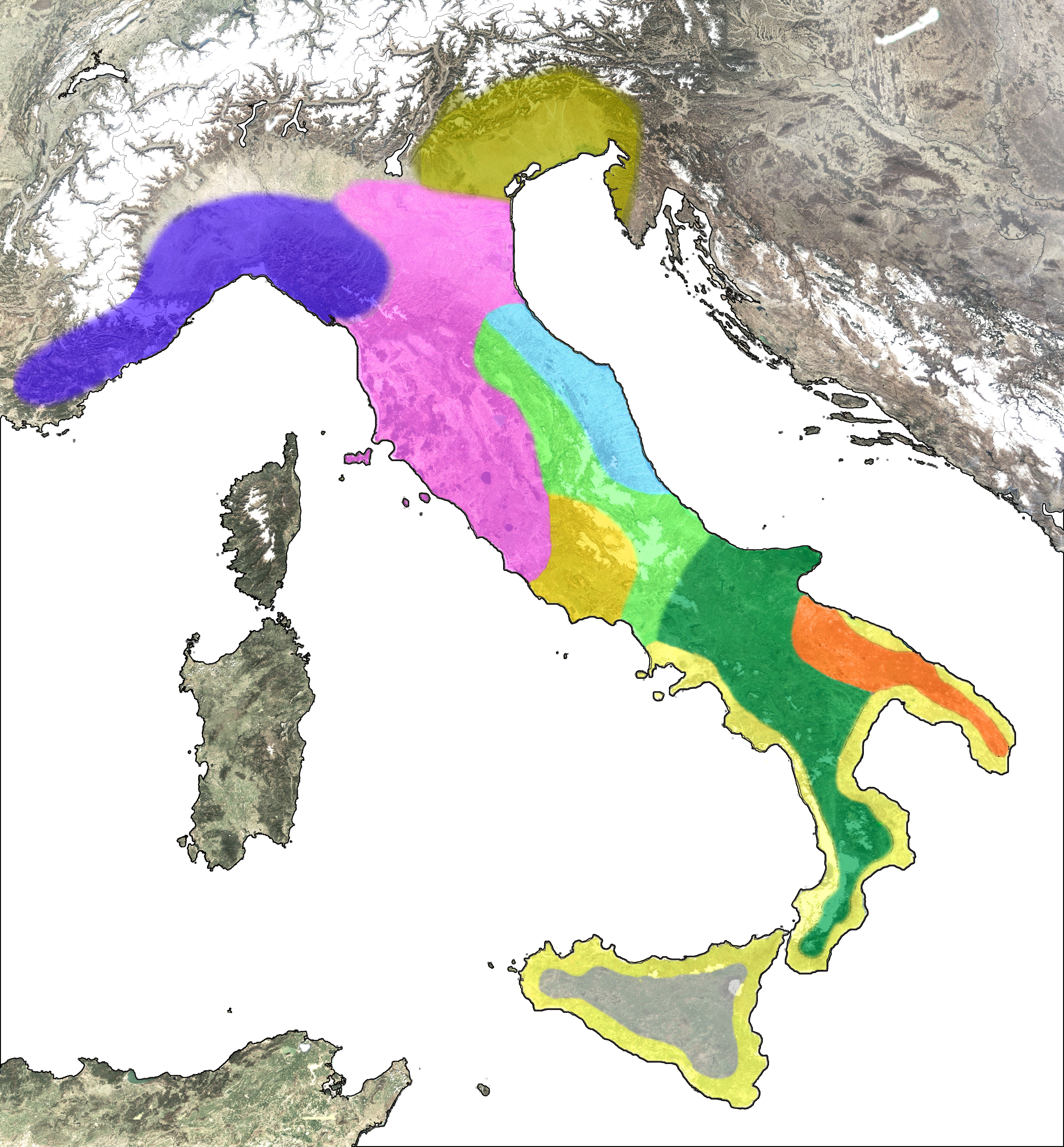
De viktigaste folkslagen i Italien 800 f.Kr.:
ligurer, veneter, etrusker, picener, umbrer, latiner, osker, messapier och greker.

Ligurerna (latin ligures; grekiska ligystinoi) var ett forntida italiskt folk av oviss härkomst. Ligurerna bodde i norra Italien, i kust- och bergstrakterna omkring  Genuabukten. Området där de bodde kallas därför sedan antiken för Ligurien. 
På 500- och 400-talen f.Kr. drabbades deras bosättningsområden av keltisk expansion. Grekiska kolonister i Massilia benämnde dessa intränglingar keltoi; i södra Gallien formades så småningom de som i litteraturen kallas "keltligurer". Strabon talar om folken i Transpadanien: romani, umbri, tirroni, veneti, liguri, insubri. En del tror att de har funnits ett slags "ligurisk" kulturell identitet, som har legat till grund för administrativa enheter. Diocletianus skapade exempelvis Aemilia et Liguria av Piemonte, Lombardiet, västra Emilien och Ligurien. 
Forskarna utgår från ett antal glosor samt en mängd person- och ortnamn och klassificerar dem som liguriskt språk. Deras språk skall ha lämnat avtryck i ortnamn. Det liguriska ordet för "berg", taur- eller tur- skall återfinnas i stadsnamnet Turin medan det liguriska ordet för "stad" återfinns i albo- eller alba-, dvs. samma ord som går igen i Alperna. Antika namn med -asko-, -asta- och -asto- skall indikera liguriskt substrat. Och sådana finns i området: Tulelasca, Neuiasca och Veraglasca.
De otydda lepontiska inskrifterna vid Lugano- och Comosjön och vid Lago Maggiore ger forskarna en viss huvudbry. Den allmänna åsikten rörande den liguriska härstamningen torde luta mot Hans Krahes tolkning att liguriskt språk företräder förindoeuropeiska element. Men upptäckten av säkra indoeuropeiska element i språkrester har komplicerat frågan, ty språket "leponzio" liknar kontinentalkeltiska. Kanske ägde indoeuropeiseringen rum under inflytande från keltiskt språk. 
Ligurerna besegrades av romarna 182-181 f.Kr., i samband med de puniska krigen. Till följd av landets bergiga beskaffenhet och folkets motstånd gick erövringen långsamt. Så sent som i början av kejsartiden förekom strider mot ligurerna. Då Augustus indelade Italien i 11 regioner, blev det förra Ligurien den 9:e, begränsad i väst av Varus, i norr av Po, i öster av Trebia och Macra. Under Konstantin däremot fick den 11:e regionen (emellan Alperna, Po och Adda) namnet Ligurien. De gamla ligurerna bodde mest i små byar och bergfästen. Längs kusten fanns flera kolonier från Massilia (Marseille), däribland Nikaia (Nice) och Herculis Monoeci portus (Monaco). Andra kustorter är Zena (Genua) och Albium Intemelium (Ventimiglia). Inne i landet märks Pollentia, Asta (Asti), Dertona (Tortona) med flera.